# David Netter
David Netter (* 31. Oktober 1984) ist ein US-amerikanischer Schauspieler.

## Leben
Als Schauspieler war Netter das erste Mal 1991 in dem Film Selbstjustiz – Ein Cop zwischen Liebe und Gesetz zu sehen. Für seine Rolle wurde er für den Young Artist Award in der Kategorie „Best Youth Actor Leading Role in a Motion Picture Comedy“ nominiert. Es folgten weitere Film- und Fernsehproduktionen, unter anderem Eine himmlische Familie und Charmed – Zauberhafte Hexen, ehe er sich im Jahr 2000 vom Schauspielgeschäft zurückzog.
Netter besucht das St. John’s College in Santa Fe, New Mexico. Er ist gut mit David Gallagher befreundet, seinem ehemaligen Schauspielkollegen aus Eine himmlische Familie.

## Filmografie
- 1991: Selbstjustiz – Ein Cop zwischen Liebe und Gesetz
- 1992: Final Shot: The Hank Gathers Story
- 1992: Doogie Howser, M.D.
- 1994: The Last Chance Detectives: Mystery Lights of Navajo Mesa
- 1995: The Last Chance Detectives: Legend of the Desert Bigfoot
- 1995: Hudson Street
- 1996: The Last Chance Detectives: Escape from Fire Lake
- 1996: Yesterday's Target
- 1996–2000: Eine himmlische Familie (7th Heaven)
- 1999: Charmed – Zauberhafte Hexen (Charmed)